# Dienvidsusēja
Die Dienvidsusēja ist ein rechter Nebenfluss der Mēmele in Lettland.
Der Fluss entspringt bei der Stadt Subate in der Landschaft Sēlija oder Oberlettland in einem Sumpfgebiet und fließt in westliche Richtung. Auf 4,2 km Länge bildet er die Grenze zwischen Litauen und Lettland. Bei Nereta besteht ein Stausee mit einem kleineren Wasserkraftwerk.
Die größten Zuflüsse sind Zalvīte (36 km), Radžupe (21 km) und Arālīte (21 km).